# AirPort Express

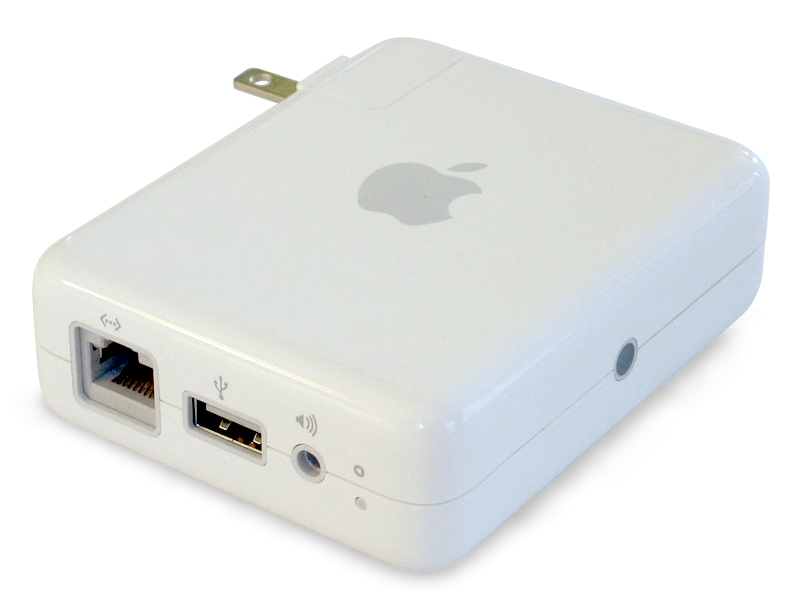
Stacja Bazowa Airport Express pierwszej generacji - zastąpiona przez nowsze modele

AirPort Express – uproszczona i kompaktowa wersja routera Apple AirPort Extreme. Obecny model zezwala na połączenie się do 50 użytkowników, zawiera technologię AirPlay (zwaną AirTunes w czasie gdy technologia ta dotyczyła wyłącznie transferu dźwięku), umożliwiającą strumieniowanie w tym przypadku dźwięku z odtwarzacza iTunes do zestawu głośnikowego. Pierwsza wersja produktu (M9470LL/A, model A1084) została wprowadzona przez Apple on 7 czerwca 2004 roku, i zawiera złącze Mini-TOSLINK, port USB dla drukarki, bądź ładowania iPoda (wyłącznie model Shuffle), oraz dwa porty Ethernet. Jeden z nich to złącze WAN, a drugie LAN.
Układem obsługującym sieć 802.11g w AirPort Express jest chip firmy Broadcom o modelu BCM4712KFB, taktowany 200 MHz zegarem o architekturze MIPS. Dźwięk jest obsługiwany przez przetwornik cyfrowo-analogowy firmy Texas Instruments, model Burr-Brown PCM2705 16-bit.
Nowsza wersja urządzenia (MB321LL/A, model A1264) wspiera szybszą specyfikację 802.11 Draft-N zarówno w paśmie 2,4 GHz jak i 5 GHz. Została wprowadzona przez Apple w marcu 2008 roku. urządzenie wspiera tryb mieszany 802.11a/n (5 GHz), który umożliwia przyłączenie do sieci o standardzie 802.11b/g bez zakłóceń urządzeń działających w tym trybie, przy czym zachowuje pełną prędkość standardu Draft-N.
Airport Express działa jako punkt dostępu bezprzewodowego Access Point, gdy jest połączony do sieci zewnętrznej za pomocą kabla LAN. Może być też użyty jako mostek Ethernet-sieć bezprzewodowa. Umożliwia także rozszerzenie zasięgu istniejącej sieci bezprzewodowej, tryb pracy jako serwer wydruku albo serwer audio.
Do skonfigurowania urządzenia można użyć aplikacji Narzędzie AirPort dostępnej w systemach macOS oraz iOS.

## Historia wersji
- Czerwiec 2004: Wprowadzenie AirPort Express[4][2]
- Marzec 2008: Wprowadzenie AirPort Express 802.11n (1. generacja)[5][3]
- Czerwiec 2012: Wprowadzenie AirPort Express 802.11n (2. generacja)[6]

## Modele
| Numer modelu w USA | Model w sklepie | Daty                          | Obsługiwane standardy Wi-Fi | Dodatki                                                                                 |
| ------------------ | --------------- | ----------------------------- | --------------------------- | --------------------------------------------------------------------------------------- |
| M9470LL/A          | A108x           | Czerwiec 2004 – Marzec 2008   | 802.11b/g                   |                                                                                         |
| MB321LL/A          | A1264           | Marzec 2008 – Czerwiec 2012   | 802.11a/b/g/Draft N         | - Mostek Ethernet-Bezprzewodowy                                                         |
| MC414LL/A          | A1392           | Czerwiec 2012 – kwiecień 2018 | Dwusystemowy 802.11a/b/g/n  | - Mostek Ethernet-Bezprzewodowy - Port Ethernet dla urządzenia lokalnego (np. drukarki) |